# Thomas Enqvist
Thomas Enqvist (født 13. marts 1974 i Stockholm, Sverige) er en tidligere svensk tennisspiller, der var professionel mellem 1991 og 2005. Han vandt igennem sin karriere vundet 19 single- og 1 doubletitel, og hans højeste placering på ATP's verdensrangliste er en 4. plads, som han opnåede i november 1999.

## Grand Slam
Enqvists bedste Grand Slam-resultat i singlerækkerne kom ved Australian Open i 1999, hvor han nåede helt frem til finalen. Her blev han dog besejret af russeren Jevgenij Kafelnikov.